# Osman Lins
Osman Lins (5 de julio de 1924, Vitória de Santo Antão, Pernambuco Brasil – 8 de julio de 1978, São Paulo) fue un novelista y escritor de cuentos cortos brasilero. Se lo considera uno de los más grandes innovadores de la literatura brasilera de mediados del siglo XX. Se graduó en la Universidad de Recife en 1946 con un grado en economía y finanzas, y desde 1943 hasta 1970 trabajo como cajero bancario. Desde 1970 hasta 1976 enseñó literatura. 
Su primera novela titulada, 0 Visitante ("El Visitante"), fue publicada en 1955. Sus publicaciones posteriores hacen que alcance renombre y reconocimiento internacional —Nove, Novena (1966; "Nueve, novena"), una colección de historias cortas, Avalovara (1973), una novela, y A Rainha dos Cárceres da Grécia (1976; "La Reina de las Cárceles de Grecia"), una novela/ensayo.
Lins fue distinguido con tres importantes premios literarios de Brasil, entre los cuales se cuenta el Premio Coelho Neto de la Academia Brasilera de Letras.